# Chassalia gaertneroides
Chassalia gaertneroides är en måreväxtart som först beskrevs av Eugène Jacob de Cordemoy, och fick sitt nu gällande namn av Bernard Verdcourt. Chassalia gaertneroides ingår i släktet Chassalia och familjen måreväxter.
Artens utbredningsområde är Réunion. Inga underarter finns listade i Catalogue of Life.